# 여성시대 (웹사이트)
여성시대는 2009년 개설된 다음의 커뮤니티 카페이다. 회원이 80만 명에 달하는 커뮤니티로, 주로 20~30대 여성이 이용한다.

## 특징
여성시대라는 카페 이름처럼 처음 가입부터 '실명확인된 다음 아이디', '여성', '19세 이상~40세 미만'이라는 세 가지 조건을 갖춰야만 가입 신청을 할 수 있다. 처음 가입을 하면 7등급이라는 등급이 매겨지고, 그 등급을 올리기 위해서는 우선 자신의 얼굴과 신분증(주민등록증이나 여권 등)의 생년월일과 여성의 주민등록번호 앞 2자리(생년월일)와 뒤 1자리(성별 식별 번호)를 사진으로 인증해야 한다. 이 과정때문에 개인 정보 관련 문제가 제기되기도 했다.
여성시대는 20~30대 여성만이 가입할 수 있기에 폐쇄성을 띠고 있다. 카페에서는 뷰티, 생활, 연예 정보나 정치, 시사 뉴스를 공유하며 토론한다.

## 문제점
여성시대는 2015년부터 여성시대 대란 사건(2015)를 비롯한 비하 및 남성혐오, 명예훼손, 각종 불법행위 등 사건사고가 발생하면서 문제가 많아지고 있다.

## 같이 보기
- 남성혐오
- 여성주의
- 워마드